# Лоренцо Чибо де Мари
Лоренцо Чибо де Мари (на италиански: Lorenzo Cybo de Mari; * ок. 1450/1451, Генуа или Валенция, † 21 декември 1503, Рим) е италиански католически кардинал, архиепископ на Беневенто (1485 – 1503), епископ на Ван във Франция (1490 – 1503), епископ на Палестрина (1493), епископ на Албано (1501) и епископ на Ноли (1502).

## Произход и духовна кариера
Член е на старата благородническа фамилия де Мари, незаконен син на Маурицио Чибо – губернатор на Сполето и брат на папа Инокентий VIII (Джовани Батиста Чибо).
На 5 декември 1485 г. става архиепископ на Беневенто. На 9 март 1489 г. неговият чичо папа Инокентий VIII го прави кардинал.